# Pferderennen

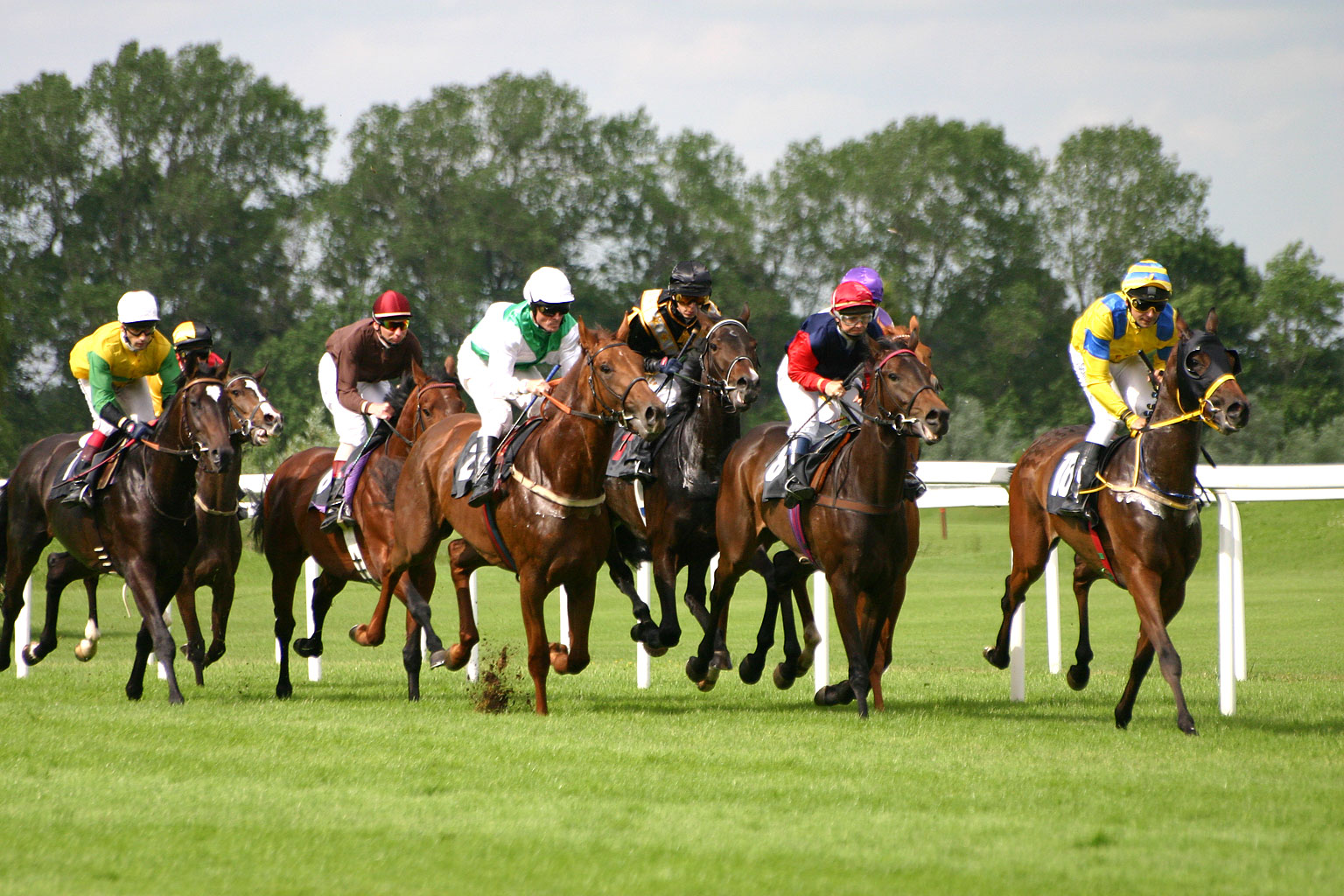
Galopprennen in München-Riem

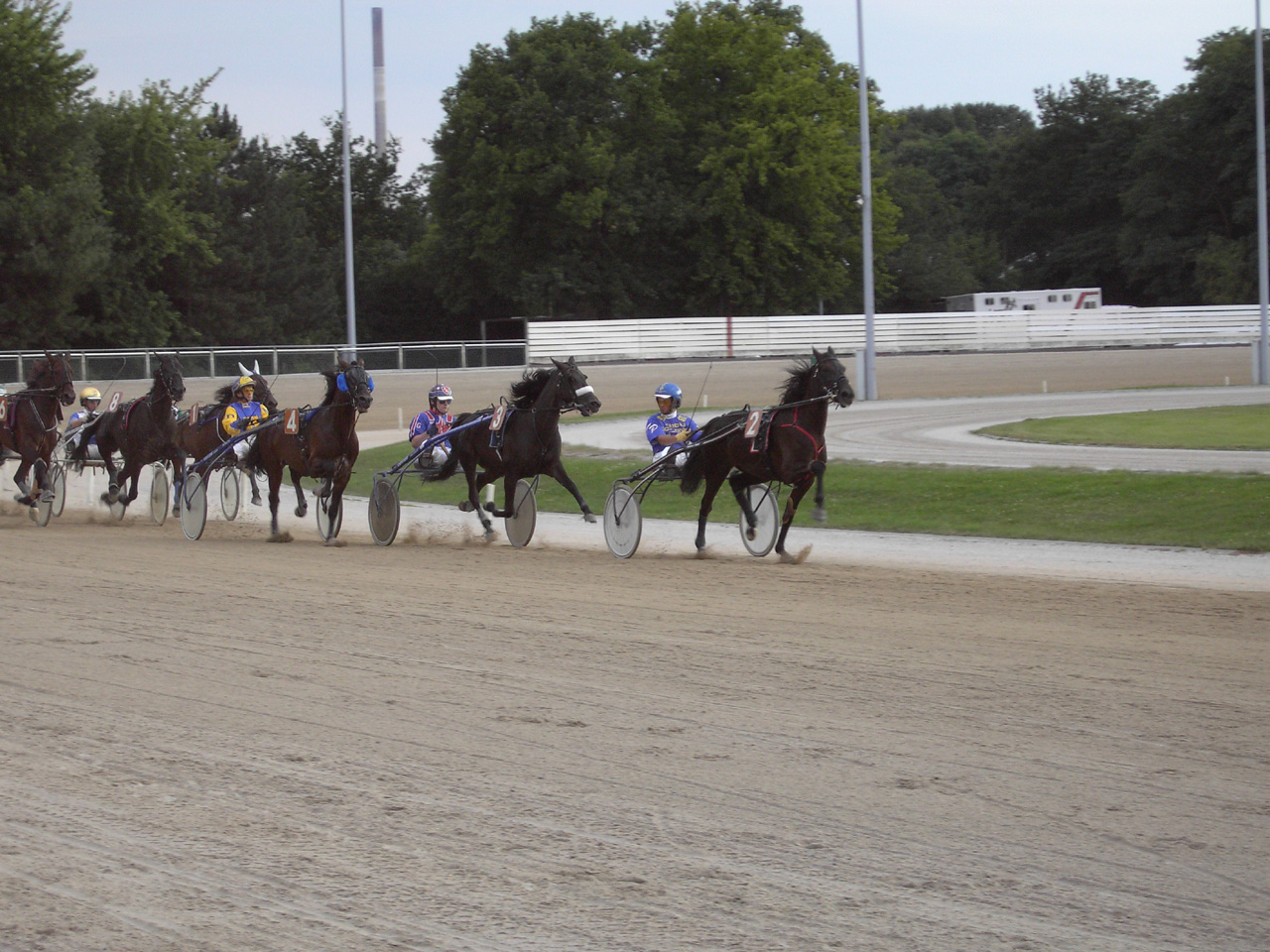
Trabrennen in Dinslaken, NRW

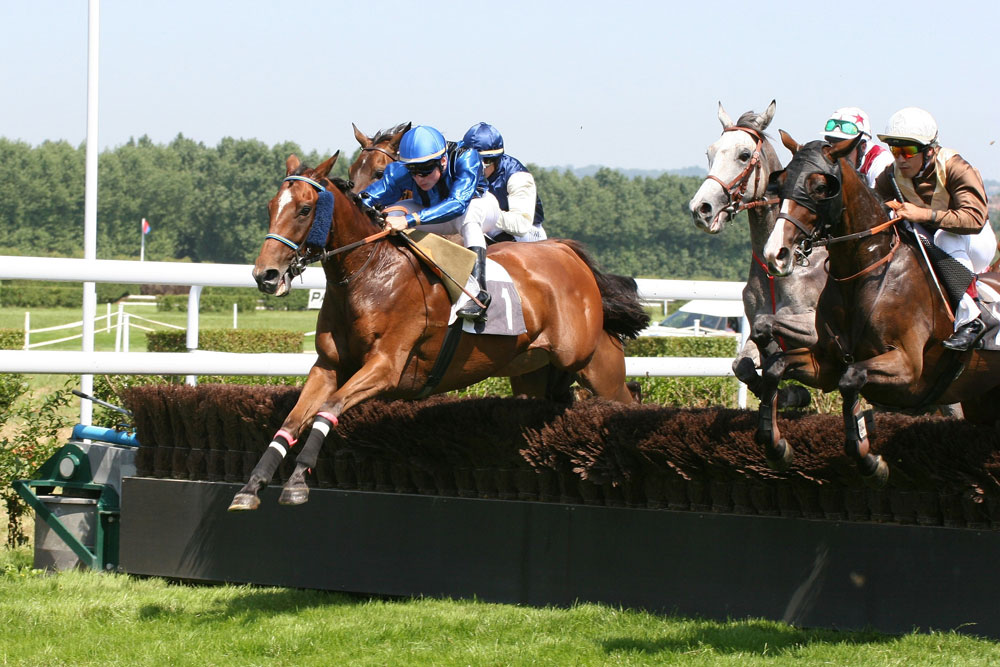
Hürdenrennen in Deauville-Clairefontaine

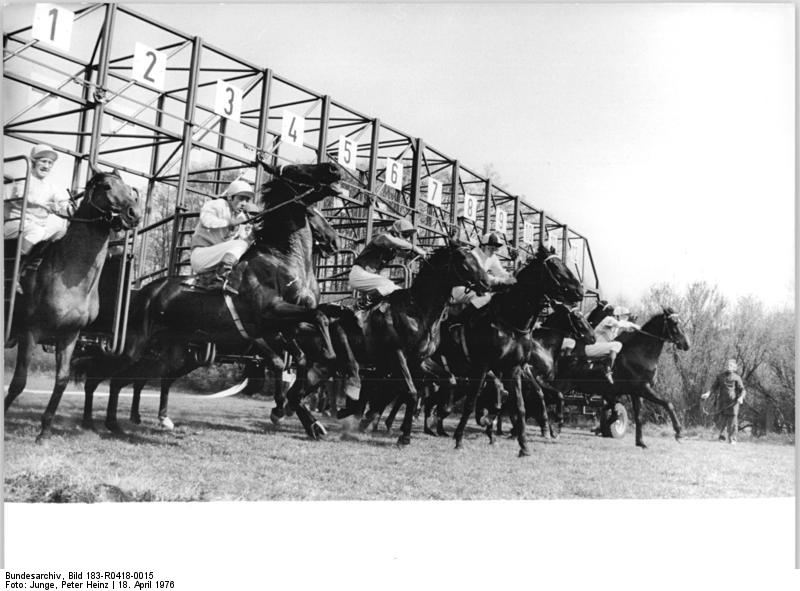
Rennstart aus Boxen

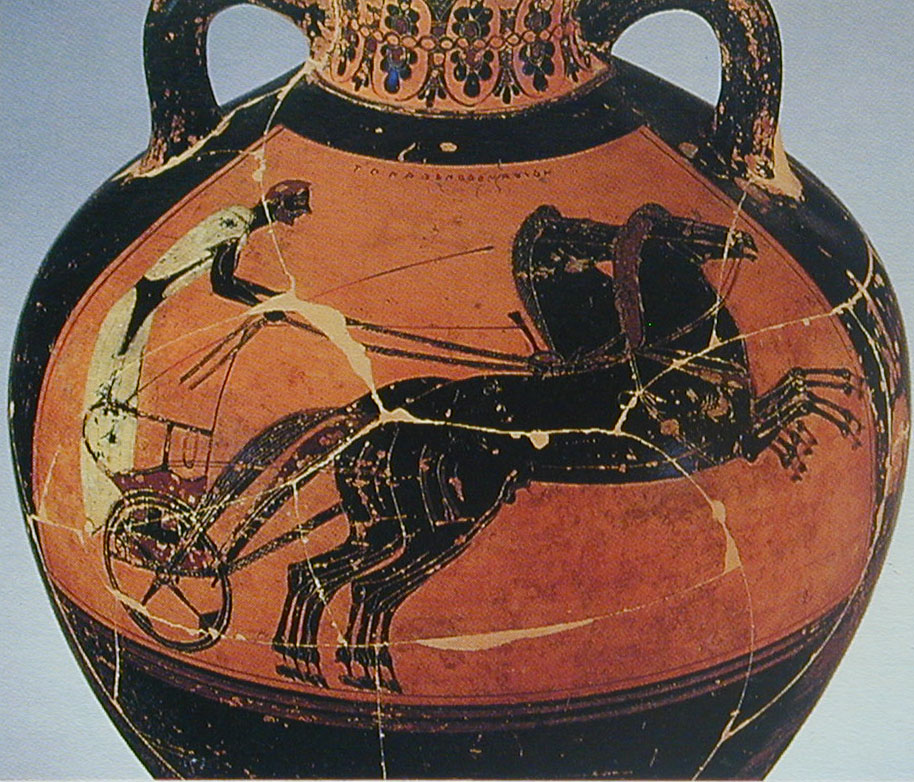
Wagenrennen im antiken Griechenland, um 550–540 v. Chr.

Pferderennen (Pferderennsport) ist ein Pferdesport, bei dem die Pferde so schnell wie möglich eine bestimmte Strecke zurücklegen müssen. Pferderennen gehören zu den ältesten (organisierten) Sportarten der Menschheit. Sie dienen primär der Zuchtauslese (Pferdezucht), sowie der Unterhaltung. Sowohl das Englische Vollblut als auch die Traber verdanken ihre Zucht den Erfordernissen der Rennbahn. Der dortige harte Ausleseprozess führt zu Leistungsmerkmalen, die auch in der Zucht anderer Pferderassen höchst willkommen sind (zum Beispiel Gesundheit, Widerstandsfähigkeit, Adel in der Erscheinung und im Bewegungsablauf).
Wirtschaftsforscher haben einer Studie zufolge im Jahr 2022 dem internationalen Rennsport einen weltweiten Wirtschaftsanteil von 402,3 Milliarden $ zugesprochen. Grund für diese hohe Summe ist, dass immer mehr Menschen auf der ganzen Welt daran interessiert sind, Pferderennen zu schauen und darüber hinaus Wetten auf diesen Sport zu platzieren. Weiterhin treiben das Wachstum des weltweiten Glücksspiels und Sportwetten, steigende Preisgelder durch wertvolle Partnerschaften und Sponsoren und die Lockerungen von Gesetzen und Förderungen von Online-Wettanbietern, vor allem in den Vereinigten Staaten von Amerika, die steigenden Umsätze an.
Pferderennen werden auf unterschiedlichem Geläuf ausgetragen. Als Synonym zu Pferderennen werden viele Wettbewerbe als Derby bezeichnet. Eine Pferderennbahn, kurz Rennbahn, früher Rennwiese genannt, wird heute auch mit dem Anglizismus Turf bezeichnet. (Siehe auch: Liste von Pferderennbahnen)

## Geschichte

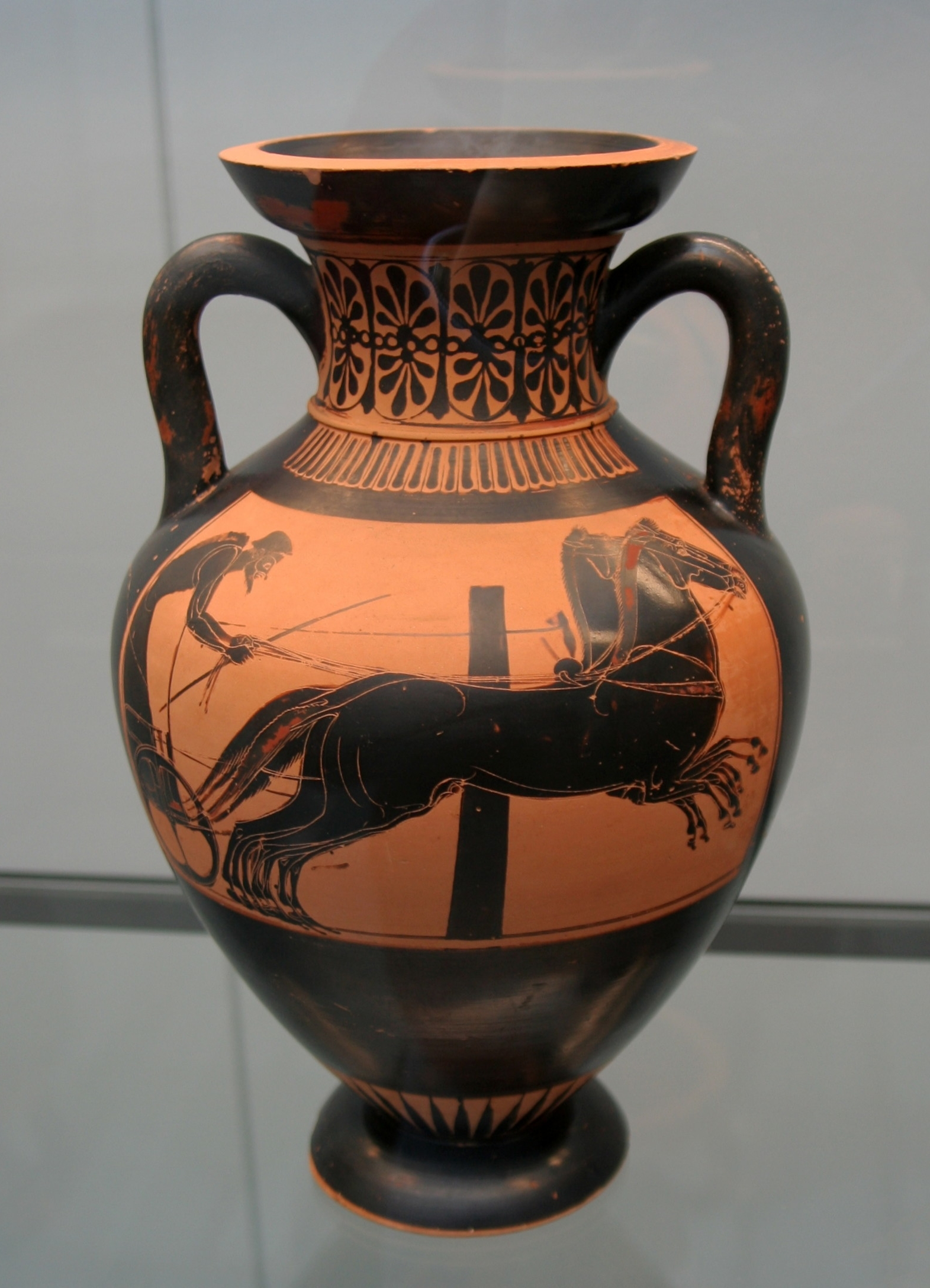
Preisamphora, ca. 500 v. Chr.: Vierergespann

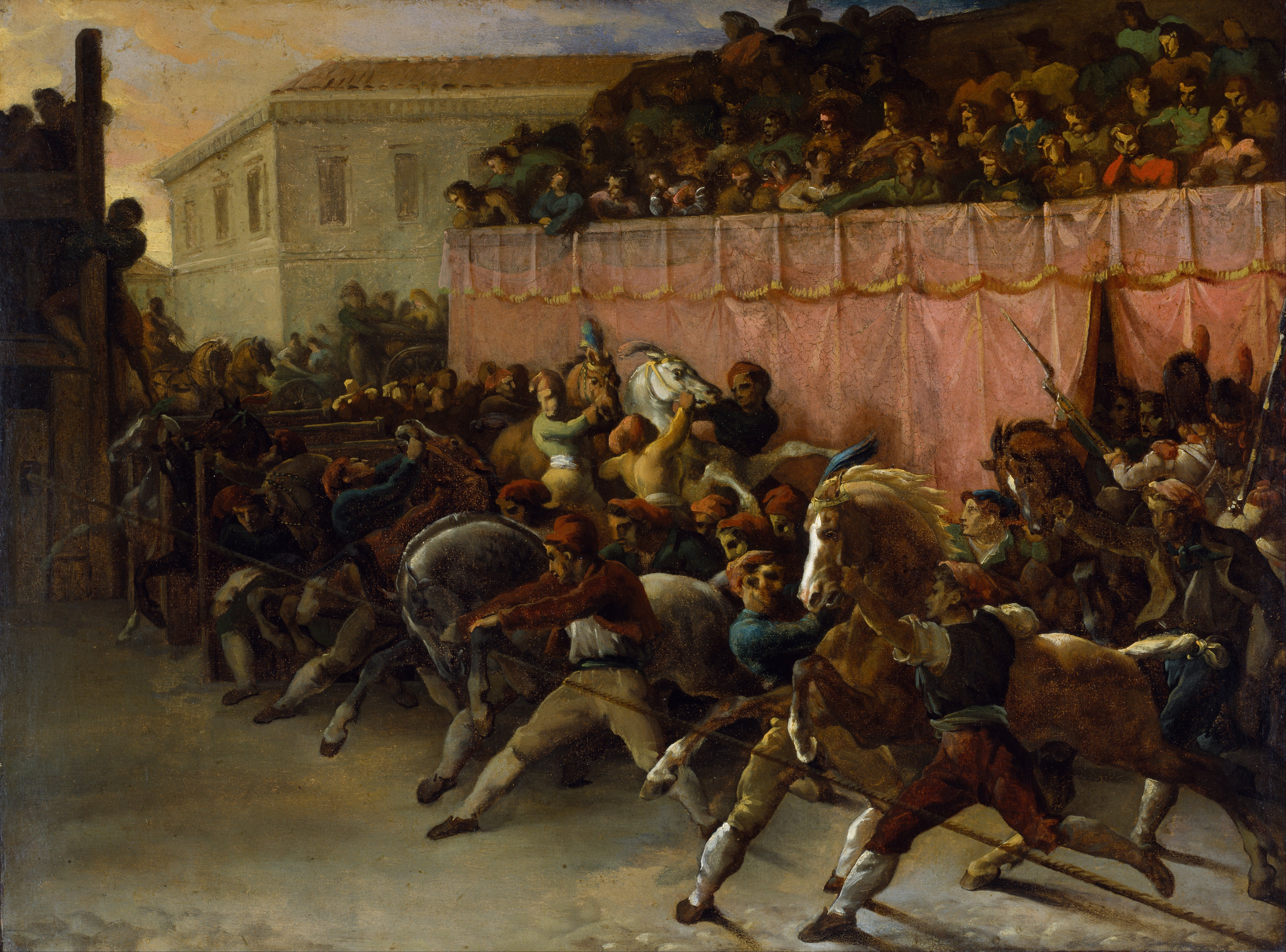
Reiterlose Renner in Rom von Théodore Géricault

Pferderennen haben eine lange Geschichte. Es gab sie in verschiedenen antiken Kulturen auf der ganzen Welt. Archäologische Untersuchungen belegen Pferderennen im alten Griechenland, Babylonien, Syrien und Ägypten.
Im 4. Jahrhundert vor Christus beriet der chinesische Stratege Sun Bin den General Tian Ji, der vom Kaiser zu einem Pferderennen in drei Läufen herausgefordert worden war, folgendermaßen: Tian Ji sollte gegen das beste Pferd des Kaisers sein schwächstes Tier einsetzen und gegen das zweitbeste kaiserliche Pferd sein stärkstes. Gegen das schwächste Pferd des Kaisers setzte Tian Ji sein mittleres Tier. Tian Ji gewann zwei der drei Läufe. Dem beeindruckten Kaiser erklärte er, er habe den Sieg dem Rat Sun Bins zu verdanken.
Pferdesportwettbewerbe, Hippische Agone, gab es bei verschiedenen athletischen Spielen im antiken Griechenland. Bei den Leichenspielen zu Ehren seines im Kampfe gefallenen Freundes Patroklos veranstaltete Achill ein großes Pferderennen (Ilias, XXIII.Gesang). Bei den Olympischen Spielen der Antike wurde 680 v. Chr. das erste Wagenrennen mit Viergespannen über ungefähr 13 km ausgetragen. Im Laufe der Zeit kamen weitere Wagenrennen-Disziplinen über kürzere Distanzen, mit Zweigespannen und das Rennreiten hinzu.
Im Römischen Reich waren Pferderennen ein wichtiger Wirtschaftszweig. Die Rennställe, die Zirkusparteien, gewannen im römischen Reich und dem späteren Oströmischen Reich zunehmend auch politische Bedeutung. Die Zirkusparteien entstanden bereits in der römischen Kaiserzeit, wobei zunächst vier gleichberechtigte Rennställe mit ihren Anhängern existierten: Grün, Blau, Rot und Weiß. In der Spätantike (284 bis 641 n. Chr.) hatten die beiden großen Parteien der Blauen und Grünen „Dependancen“ in all jenen Großstädten, die über einen Circus oder ein Hippodrom verfügten.
Nach dem teilweisen Zusammenbruch des Oströmischen Reiches im 7. Jahrhundert wurden fast nur noch in der Hauptstadt Konstantinopel (Byzanz, heute Istanbul) Wagenrennen veranstaltet. Der Einfluss der Zirkusparteien beschränkte sich ab dieser Zeit auf Konstantinopel. Von der Spätantike bis in das 9. Jahrhundert war ein erheblicher Teil der Stadtbevölkerung von Byzanz in ihnen organisiert. Sie erlangten politischen Einfluss, da sie das Volk über die Teilnahme an den Spielen, Theater und Wagenrennen im Hippodrom von Konstantinopel mobilisieren konnten.
In der nordischen Mythologie werden Pferderennen beschrieben, wie der Kampf zwischen
Odin und dem Riesen Hrungnir. Sie streiten, wer von ihnen beiden das schnellere Ross besitze. Odin gewinnt zwar auf Sleipnir den Wettkampf, aber Hrungnirs Pferd Gullfaxi ist immerhin so schnell, dass es nach Asgard stürmt, wo Hrungnir eingeladen von den Göttern an einem Gelage teilnimmt.
Auch die Araber trugen mit ihren Pferden Rennen über größere Distanzen aus. Arabische Pferde zeichnen sich noch heute durch besonders gute Ausdauer aus und sind im Distanzsport sehr erfolgreich.
Im Mittelalter werden Pferderennen unter Heinrich II. (1154–1170) erwähnt. Es gibt Hinweise auf Pferdewetten im Jahre 1522. Der Begriff Jockey für Rennreiter ist etwa ab 1660 gebräuchlich.
Das Palio di Siena findet seit 1633 statt.
In der Neuzeit wurde von der Mitte des fünfzehnten Jahrhunderts bis 1882 der Karneval in Rom mit Pferderennen beendet. Dabei liefen fünfzehn bis zwanzig reiterlose Pferde die lange, gerade Via del Corso entlang.
Im 18. Jahrhundert wurden Pferderennen unter europäischen Aristokraten immer beliebter. Das älteste Pferderennen in England ist das St. Leger Stakes, das seit 1776 ausgetragen wird. Mit der Entwicklung des Pferderennsports entstand die Rasse der englischen Vollblüter.

## Galopprennsport

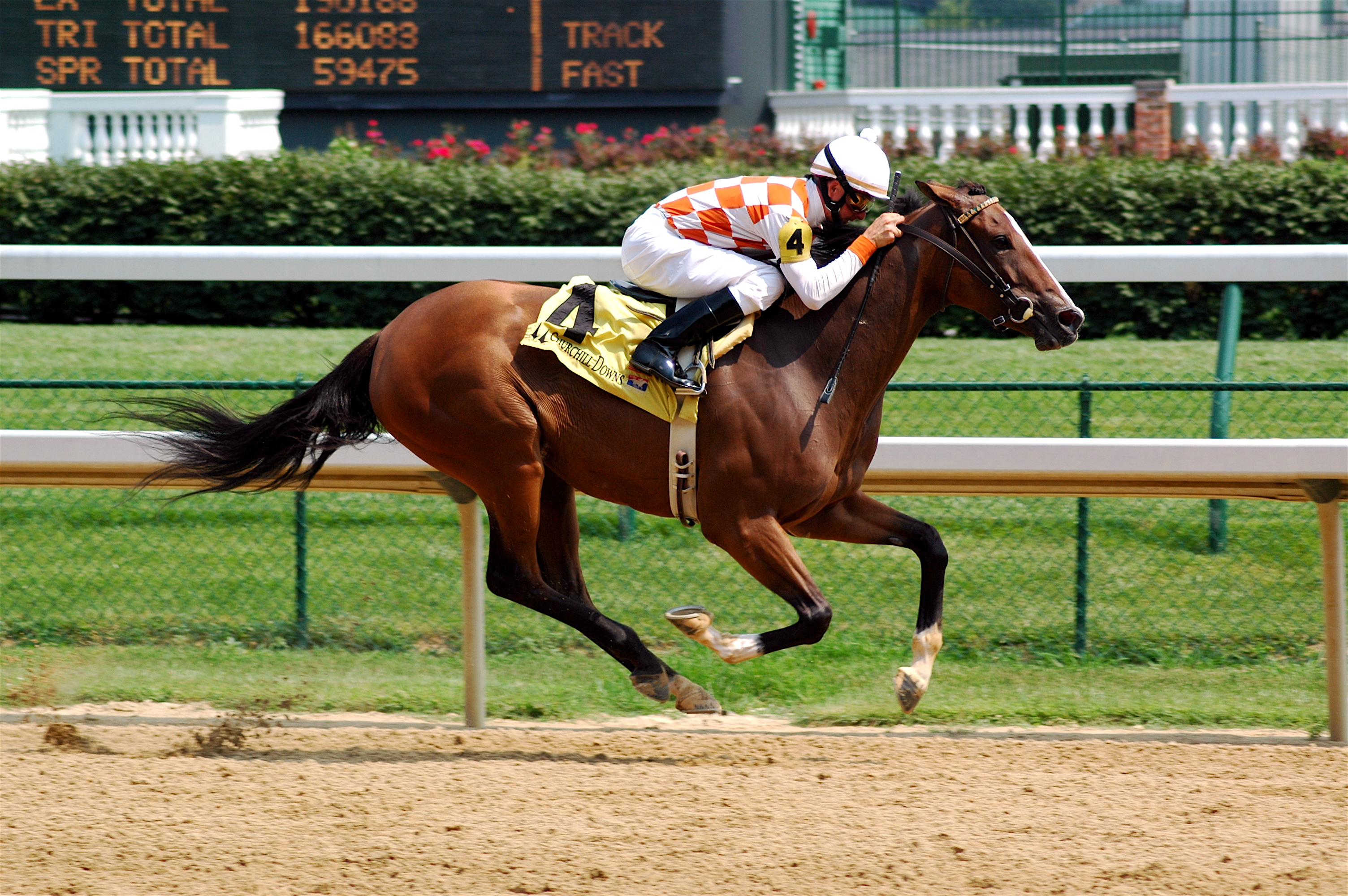
Galopprennen in Kentucky, Churchill Downs

Bei Galopprennen sind alle Gangarten erlaubt. Da der Galopp die schnellste Fortbewegungsmöglichkeit des Pferdes ist, werden diese Rennen immer im Galopp zurückgelegt. Galopprennen werden hauptsächlich von Englischen Vollblutpferden bestritten, sie werden aber auch für Arabische Vollblüter, Halbblüter und zuweilen für Ponys ausgeschrieben. Die Pferde werden entweder von Jockeys (Berufsrennreitern) oder Amateuren geritten.

## Trabrennsport
Es ist nur die Gangart Trab erlaubt. Pferde, die in den Galopp verfallen (fachlich: „springen“, „anspringen“), werden disqualifiziert.

## Skijöring und Skikjöring

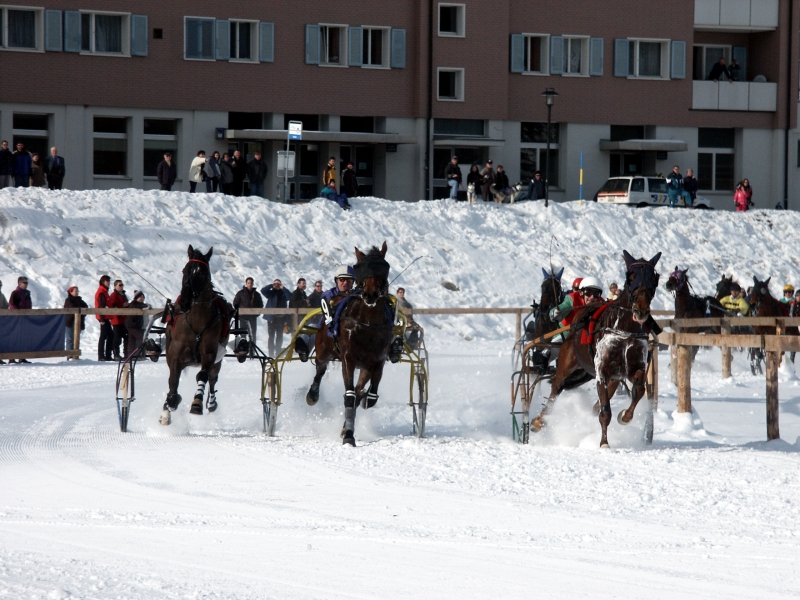
Pferderennen auf Schnee in Arosa

Skikjöring ist ein Pferderennen, bei dem ein Skifahrer von einem reiterlosen Pferd gezogen wird. Das Pferd trägt ein leichtes Brustblattgeschirr und ist über zwei Zugstränge mit dem Sicherheitsgurt verbunden, den der Fahrer um den Körper trägt. So hat der Fahrer die Hände für die Leinen frei und kann im Notfall die Zugverbindung zum Pferd lösen. Die Leinenführung muss am Pferd über einen Bauchgurt mit Leinenführungsringen sichergestellt werden (zum Beispiel Longiergurt, Einfahrgurt, Selette von Einspännergeschirr oder Kammdeckel von Zweispännergeschirr). Sehr bekannt sind die Skikjöring-Rennen, die alljährlich im Rahmen der Meetings von St. Moritz in der Schweiz ausgetragen werden. Es sind alle Gangarten erlaubt. Dabei werden Skifahrer von unberittenen Vollblütern mit einer Geschwindigkeit von bis zu 50 oder 55 km/h über eine Piste aus Schnee und Eis gezogen. Die Fahrer schützen sich dabei mit speziellen Ausrüstungen, ähnlich denen von Eishockeyspielern, gegen die von den Pferdehufen aufgewirbelten Schnee- und Eisbrocken.
Beim Skijöring hingegen sitzen Reiter auf den Pferden, die die Skifahrer ziehen. Die Skifahrer halten sich an einem Bügel, ähnlich wie beim Wasserskifahren. In Arosa findet seit 1911 alljährlich ein Skijöring-Rennen statt. Skijöring und Pferdeschlittenrennen werden auch als Breitensport betrieben. Es gibt auch Snowboarder, die sich von Pferden ziehen lassen und Kinder, die sich auf gewöhnlichen Holzschlitten von einem ruhigen Pferd (beispielsweise von der Mutter geritten) nachziehen lassen.

## Töltrennen
Es ist nur die Gangart Tölt erlaubt, eine Viertaktgangart in acht Phasen. Bei einem Töltrennen werden nur die Pferde gewertet, die einen taktklaren Tölt gezeigt haben, die anderen werden disqualifiziert. Töltrennen werden meist von Islandpferden gelaufen, einer Ponyrasse, der zusätzlich zu dieser Spezialgangart auch der Pass angeboren ist.

## Passrennen
Es ist nur die Gangart Rennpass erlaubt, bei der die Pferdebeine nicht wie im Trab diagonal gesetzt werden, sondern in einer Linie den Boden berühren. (Bsp.: rechtes Hinter- und Vorderbein werden gleichzeitig bewegt, das linke Hinter- und Vorderbein bleibt dabei am Boden) In den USA und Kanada werden mehr Passrennen als Trabrennen abgehalten und momentan werden bei ihnen auch die höheren Geschwindigkeiten erreicht.

## Barrel Race

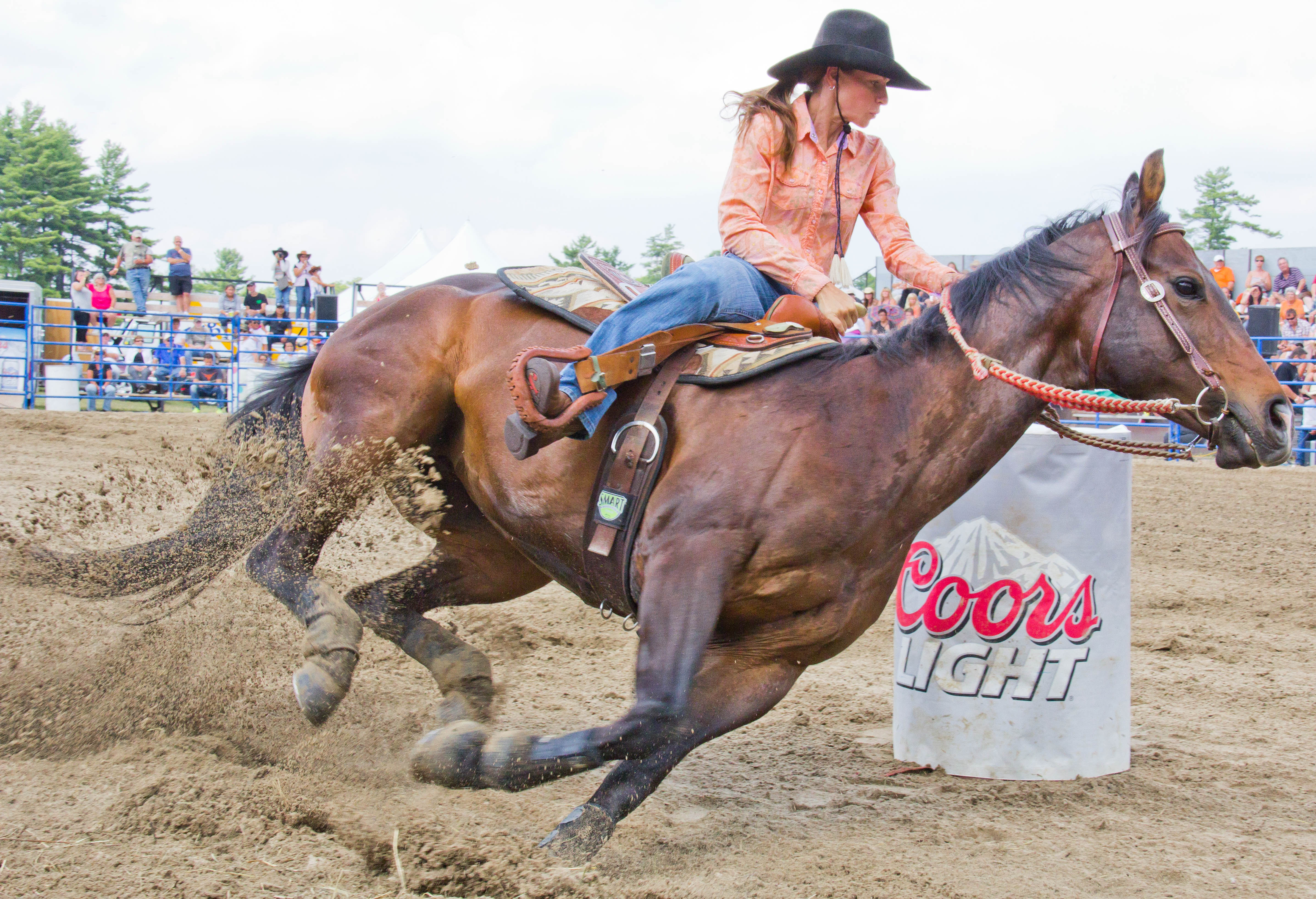
Barrel-Race, Spencerville Stampede, USA, 2014

Das Barrel Race ist eine Western-Disziplin, bei der es darum geht, drei Ölfässer möglichst schnell zu umrunden. Beim Barrel Race werden meist American Quarter Horses eingesetzt, die dank ihrer kräftigen Hinterhand und Wendigkeit dafür besonders geeignet sind.

## Pferdewetten
Ein Großteil der Veranstaltungskosten und Preise im Pferderennsport wird durch die Wettleidenschaft der Besucher am Schauplatz selbst und der Wetter bei den Buchmachern getragen. Insbesondere bei Galopprennen und Trabrennen wird viel gewettet.

### Wettarten

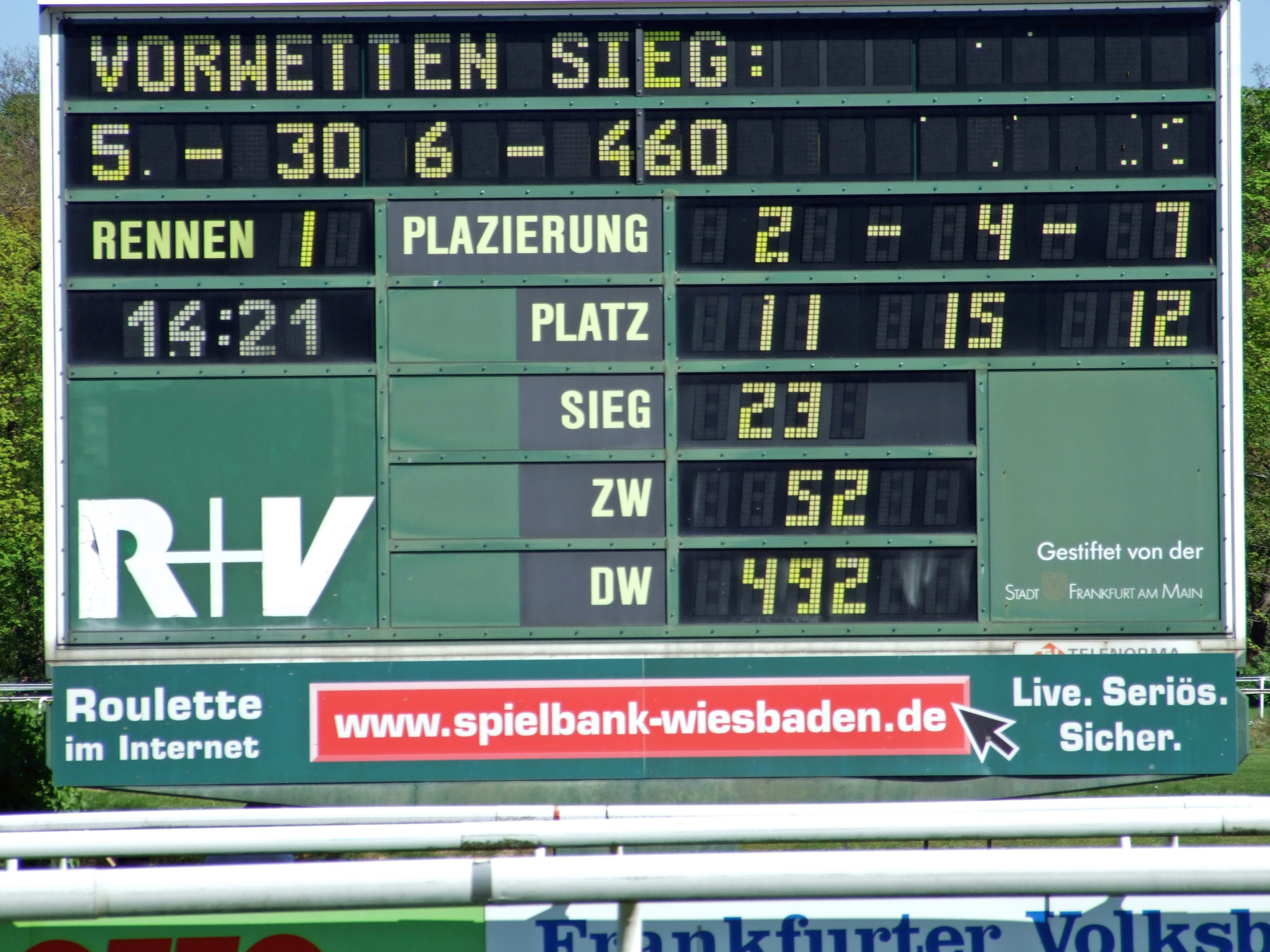
Ergebnistafel mit Quotenanzeige nach dem Rennen

Es existieren vier verschiedene Grundwettarten, deren Quoten dann am Totalisator ermittelt werden. Bei den meisten Pferderennen wettet man auf
- Sieg: den späteren Sieger des Rennens
- Platz: das Pferd muss Erster, Zweiter oder Dritter werden, bei weniger als sieben Startern Erster oder Zweiter
- Zweierwette: die richtige Reihenfolge der Pferde auf Platz 1 und 2 muss vorhergesagt werden
- Dreierwette: die ersten drei Plätze müssen in richtiger Reihenfolge vorhergesagt werden

weitere in Deutschland spielbare Pferdewettarten sind:
- Vierer-Wette: die ersten vier Plätze müssen in richtiger Reihenfolge vorhergesagt werden – Diese Wette wird seit 2007 bei Galopprennen in Deutschland i. d. R. nur in einem Rennen pro Renntag angeboten „Wettchance des Tages“ und ist oftmals mit einer Mindestauszahlung (häufig 10.000 Euro) ausgestattet. Diese Wette kann als die erfolgreichste Neueinführung im deutschen Pferdewettmarkt der letzten Jahre angesehen werden, die Umsätze sind fast immer viel höher als in anderen Rennen ohne Viererwette. Dies ist zum einen auf die Chance hoher Quoten zurückzuführen, zum anderen wird diese Wette auch von Buchmachern zumeist in den Totalisator vermittelt, da sie das Risiko hoher Auszahlungen nicht tragen wollen.
- 2 aus 4: man sagt 4 Pferde in einer beliebigen Reihenfolge voraus, mindestens zwei dieser Pferde müssen unter den ersten vier sein. (2 aus 4 ersetzte 2019 die Platzzwilling-Wette)
- Finish-Wette: die Sieger der letzten drei Rennen des Tages müssen vorhergesagt werden
- TOP-6-Wette (in GB „Scoop6“ genannt): die Sieger von sechs Rennen des Tages müssen vorhergesagt werden

Die Wettformate für Pferderennen aus den USA und dem Magna Racino in Österreich lauten:
- WIN: Sieger des Rennens
- PLACE: das Pferd muss Erster oder Zweiter werden
- SHOW: das Pferd muss Erster, Zweiter oder Dritter werden

Diese drei Wettformate können auch kombiniert werden zum Beispiel WINPLACE dies entspricht dann aber einer WIN-Wette und einer PLACE-Wette.
- EXACTA: die ersten beiden Plätze müssen in der richtigen Reihenfolge vorhergesagt werden
- TRIFECTA: die ersten drei Plätze müssen in richtiger Reihenfolge vorhergesagt werden
- SUPERFECTA: die ersten vier Plätze müssen in richtiger Reihenfolge vorhergesagt werden

In Kombination mit BOX – die Reihenfolge des Einlaufs ist nicht wichtig (es erhöht sich natürlich der Preis für den Wettschein!)
- PICK 3 – Die Sieger aus drei aufeinanderfolgenden Rennen müssen vorhergesagt werden
- PICK 4 – Die Sieger aus vier aufeinanderfolgenden Rennen müssen vorhergesagt werden
- PICK 5 – Die Sieger aus fünf aufeinanderfolgenden Rennen müssen vorhergesagt werden
- PICK 6 – Die Sieger aus sechs aufeinanderfolgenden Rennen müssen vorhergesagt werden

Bei den PICK-n Wetten bieten die Rennbahnen aus den USA zumeist garantierte Gewinnpools bis zu 1 Million US-Dollar an.
Daneben gibt es zwei weitere vor allem im anglophonen Bereich beliebte lotterieähnliche Wettspiele, die ganz eng mit dem Pferderennsport verbunden sind, nämlich die Sweepstakes und die Calcutta – erstere sind in Großbritannien untrennbar mit dem Grand National, letztere in Australien mit dem Melbourne Cup verbunden.

### Richterspruch
Vom Zielrichter wird entschieden, wie überlegen ein Pferd bzw. die ersten fünf Pferde gesiegt haben. Die Abstände werden folgendermaßen angegeben: Nase (N), Kurzer Kopf (kK), Kopf (K), Hals (H) und Länge (L). Früher gab es zusätzlich die Bezeichnung Weile, die mehr als zehn Längen entsprach, und die „halbe Länge“. Wenn zwei oder mehr Pferde gleichzeitig die Ziellinie erreichen, spricht man von einem toten Rennen. Der Richterspruch enthält außerdem eine Bewertung (Überlegen, Leicht, Sicher, Kampf).

### Volkswirtschaftliche Bedeutung
Aufgrund des Wettsystems bei Pferdewetten kann Geld so gewaschen werden, dass die Herkunft des Geldes anonym bleibt. Aufgrund der verhältnismäßig geringen Wettumsätze wird dies für Deutschland jedoch nicht als problematisch angesehen.

## Doping im Pferdesport
Wie in anderen Bereichen des Sport, sind Dopingtests auch im Pferdesport von erheblichem Interesse. Neben den klassischen Untersuchungsmaterialien Harn, Blut und Serum kommt im Pferdesport dem Untersuchungsgut Haare eine besondere Bedeutung zu. Nach angemessener Probevorbereitung und eventuellen Immunassays als Vortests können die infrage kommenden Substanzen sowohl qualitativ als auch quantitativ durch Kopplung chromatographischer Verfahren mit der Massenspektrometrie bestimmt werden.

## Kritik
Pferderennen werden aufgrund des Verletzungsrisikos kritisiert. Im Zeitraum von 2009 bis 2022 lag in den USA für Pferde die Quote bei 1.71 Todesfällen pro 1000 Starts. Die Quote ist von 2,0 Todesfälle pro 1000 Starts im Jahr 2009 auf 1,25 Todesfälle pro 1000 Starts im Jahr 2022 zurückgegangen. Der Deutsche Tierschutzbund kritisiert, dass die Tiere in Boxen gehalten und nicht artgerecht gefüttert würden.

## Sonstiges

### Palio von Siena

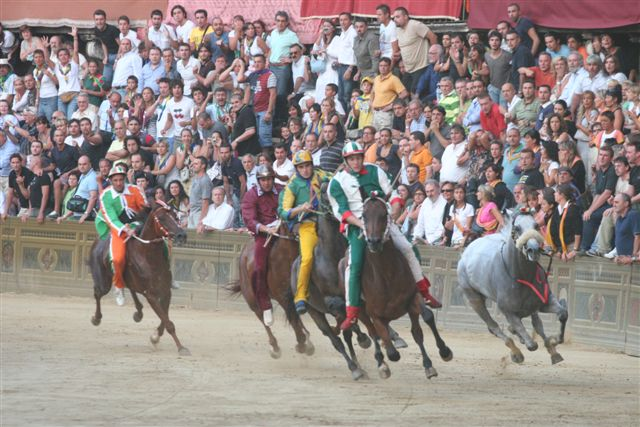
Palio di Siena, Italien, 2008

Eins der berühmtesten und umstrittensten Pferderennen, das nicht in einer speziellen Pferderennbahn abgehalten wird, ist der Palio di Siena. Er entstand aus einem Wettstreit der Bewohner konkurrierender Stadtteile von Siena. Der Palio hat heute nur noch eine traditionell-volksfestartige, touristische Bedeutung, er diente auch nie der pferdesportlichen Zuchtauslese. Anders als bei den meisten anderen Pferderennen kann ein reiterloses Pferd Sieger des Palio werden.

### Aufgalopp
Vor dem Start vieler Pferderennen findet der Aufgalopp statt, bei dem die Rennpferde zur Startmaschine laufen, meist an der Tribüne entlang und in ruhigem Tempo. Der Aufgalopp dient zum Aufwärmen der Pferde und zur Einstimmung der Zuschauer auf das Rennen. Der Begriff wird gerne übertragen auf andere Veranstaltungen, beispielsweise Stars auf dem roten Teppich.

### Ban'ei
Ban'ei sind japanische Pferderennen für den schweren Zug, die auf Sand ausgetragen werden. Dabei ziehen Kaltblüter stählerne Schlitten, die bis zu einer Tonne wiegen, über sandbedeckte Rampen. Sie werden von einem Fahrer gelenkt, der auf dem Schlitten steht und sie mit Schlägen mit dem Leinenende antreibt. Es gewinnt das Gespann, das als erstes die Ziellinie vollständig überquert. Die Zuschauer schätzen die Kraft der großen und starken Pferde. Ban'ei werden vorwiegend in der Wintersaison abgehalten. Aufgrund der großen Lasten ist die überwiegende Gangart Schritt und die Zuschauer können während der Rennen neben den Pferden hergehen.